# Sarsameira minor
Sarsameira minor är en kräftdjursart som beskrevs av Wells 1967. Sarsameira minor ingår i släktet Sarsameira och familjen Ameiridae. Inga underarter finns listade i Catalogue of Life.